# Stryphnus niger
Stryphnus niger är en svampdjursart som beskrevs av William Johnson Sollas 1886. Stryphnus niger ingår i släktet Stryphnus och familjen Ancorinidae. Inga underarter finns listade i Catalogue of Life.